# なりすましアサシン
『なりすましアサシン』（原題: True Memoirs of an International Assassin）は、2016年のアメリカ合衆国のアクションコメディ映画。監督をジェフ・ワドロウ、脚本をジェフ・モリスが務めた。出演はケヴィン・ジェームズ、ズライ・エナオ、アンディ・ガルシア。2016年11月11日よりネットフリックスで配信された。

## ストーリー
平凡なサラリーマンのサムの趣味は小説を書くこと。新作のアクション小説の執筆に行き詰った彼は、友人であり元軍事アナリストのアモスにアドバイスを求める。そこでアモスは伝説の殺し屋「ゴースト」について語るが、この話は絶対に小説には書くなとサムは釘を刺されてしまう。しかし、サムはこのゴーストの話を小説の中に盛り込み、ついに小説を完成させるのだった。
しばらくして、サムのもとに出版社から連絡が入る。なんと彼の小説が電子出版されることになったのだ。喜ぶサムだったが、しばらくして小説がノンフィクションとして売り出されていることを知る。サムはうろたえるが、出版社の意見に流されて、ついにこれを黙認してしまうのだった。
そんなある日、サムは自宅で何者かに拉致され、ベネズエラで目を覚ます。彼を拉致したのは民主化運動ゲリラのボス、エル・トロだった。エル・トロはサムを小説通りの凄腕の殺し屋メイソンと勘違いしており、彼にベネズエラの現大統領の暗殺を依頼する。依頼を成功させなければ命の保証はないと脅されたサムは窮地に立たされる。

## キャスト
※括弧内は日本語吹替
- サム・ラーソン / メイソン・カーヴァー - ケヴィン・ジェームズ（塩屋浩三）
- ローザ・ボリヴァー - ズライ・エナオ（宮原永海）
- エル・トロ - アンディ・ガルシア（内田直哉）
- フアン - モーリス・コンプト（吉田健司）
- カイリー・アップルバウム - ケレン・コールマン（英語版）（藤田奈央）
- アントン・マソヴィッチ - アンドリュー・ハワード（英語版）（綱島郷太郎）
- アモス - ロン・リフキン（野島昭生）
- ウィリアム・コッブ - ロブ・リグル（本多新也）
- マイケル・クリーブランド - レオナルド・アール・ハウズ（竹田雅則）
- ハビエル・ルイーズ将軍 - ユル・ヴァスケス（森田順平）
- ミゲル・クエト大統領 - キム・コーツ（岩崎ひろし）
- トレント - P・J・バーン（西谷修一）
- ステファニー - エミリー・ウラアップ（英語版）（山口協佳）
- 本人役 - ケイティ・クーリック（入江純）
- ガルシア刑事 - ダニエル・ザカパ（桂一雅）
- パオロ - アル・ハマチャー（北島善紀）
- 埠頭の悪党（真木駿一）
- バンダナ男（荒井勇樹）
- 店員(1)（きそひろこ）
- アシスタント（磯部莉菜子）
- マソヴィッチの手下(3)（落合福嗣）

日本語版スタッフ：演出：藤本直樹、翻訳：香村満理子、制作：ACクリエイト